# Моко (Сондрио)
Моко је насеље у Италији у округу Сондрио, региону Ломбардија.
Према процени из 2011. у насељу је живело 26 становника. Насеље се налази на надморској висини од 268 м.